# Stille Musel
Die Stille Musel, von Einheimischen oft auch nur die Musel genannt, ist ein etwa 14 km langes Flüsschen, das zwischen Mühlhausen und Hochemmingen an der Türnhalde in der Nähe der B 523 entspringt, durch das Wittmannstal fließt und bei Bad Dürrheim zum Salinensee aufgestaut wird. Den Salinensee verlässt sie, fließt durch den Ortskern von Bad Dürrheim und weiter nach Donaueschingen, dort nördlich am Schlosspark vorbei, wo sie – unmittelbar nach deren Zusammenfluss aus Brigach und Breg – als erster von deren Zuflüssen von links in die Donau einmündet.